# سعات الرئة

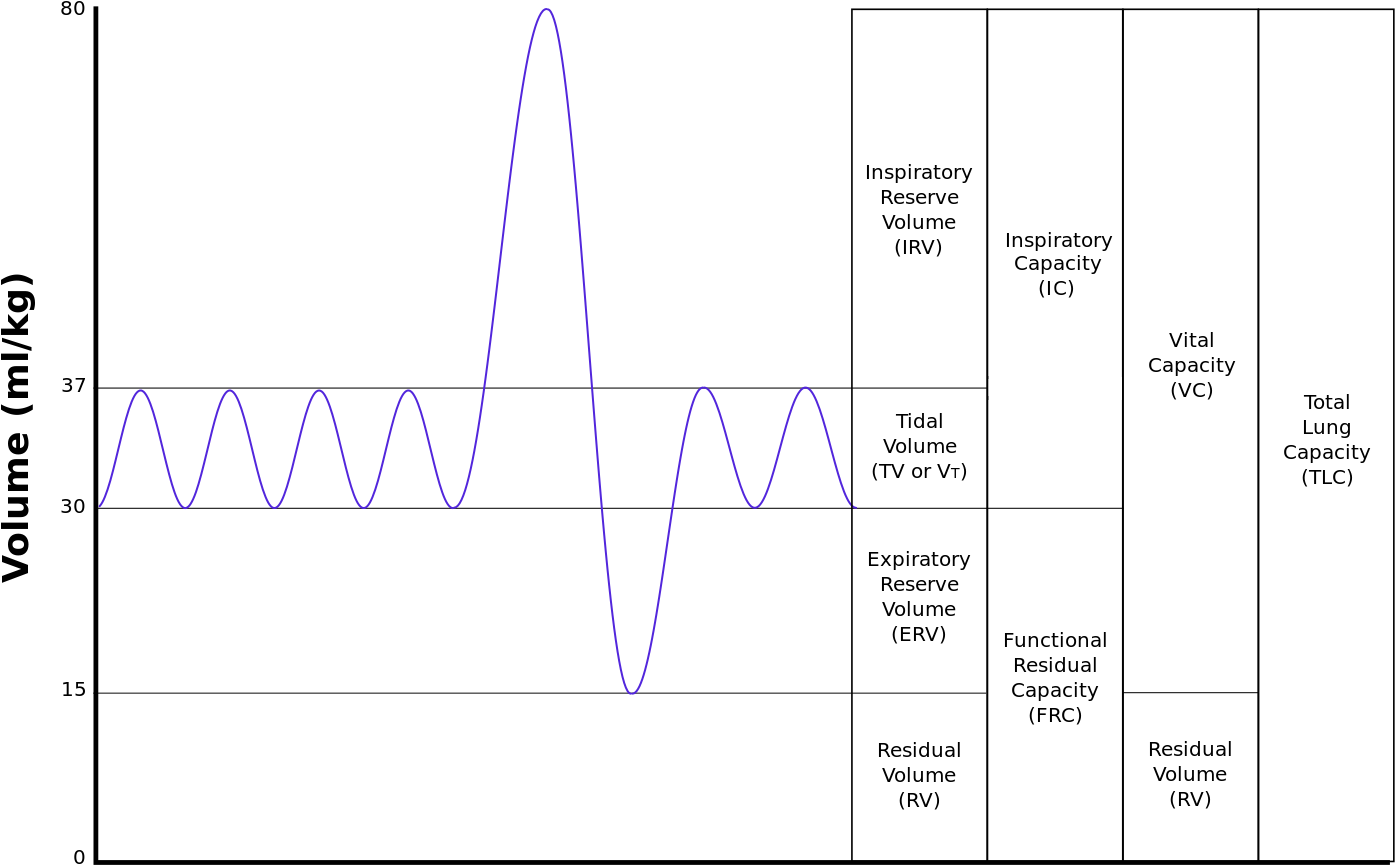

قدرات الرئة وسعات الرئة تشير إلى حجم الهواء المرتبط بمختلف مراحل دورة التنفس. ويتم قياس قدرات الرئة مباشرة؛ ويتم استنتاج سعات الرئة من قدرات الرئة.
ويبلغ متوسط إجمالي سعة رئة شخص بالغ ذكر حوالي 6 لترات من الهواء،  ولكن مقدارًا صغيرًا فقط من هذه السعة يتم استخدامه خلال عملية التنفس العادية.
والتنفس الشهيقي الزفيري هو التنفس العادي الاستراحي؛ مقدار الشهيق والزفير هو مقدار الهواء الذي يتم استنشاقه أو إخراجه في النفس الواحد.
ومتوسط معدل التنفس لدى الإنسان هو 30-60 نفسًا في الدقيقة عند الولادة، ويقل إلى 12-20 نفسًا لدى البالغين.

## العوامل التي تؤثر على مقدار التنفس
هناك عدة عوامل تؤثر على قدرات الرئة؛ يمكن التحكم في بعضها ويتعذر التحكم في البعض الآخر. وتتفاوت قدرات الرئة من شخص إلى آخر على النحو التالي:
| كميات أكبر                             | الكميات الأقل                         |
| -------------------------------------- | ------------------------------------- |
| الأشخاص الأطول                         | الأشخاص الأقصر                        |
| غير المدخنين                           | المدخنون                              |
| الأشخاص الذين يعيشون على ارتفاعات أعلى | الأشخاص الذين يعيشون على ارتفاعات أقل |

الشخص الذي يولد ويعيش في مستوى سطح البحر سوف تكون لديه سعة رئة أقل قليلاً من الشخص الذي يقضي حياته في المرتفعات. وهذا لأن الضغط الجزئي للأوكسجين يكون أقل في المرتفعات وهو ما يعني، كنتيجة لذلك، أن الأوكسجين ينتشر بشكل أقل في مجرى الدم. واستجابة للمرتفعات الأعلى، تزداد قدرة انتشار الأوكسجين لدى الجسم من أجل معالجة المزيد من الهواء.
عندما يسافر شخص ما يعيش عند مستوى سطح البحر أو بالقرب من مستوى سطح البحر إلى مرتفعات (على سبيل المثال، جبال الأنديز؛ والدنفر وكولورادو؛ والتبت؛ والهيمالايا؛ وما إلى ذلك) فيمكن أن يتعرض هذا الشخص لحالة تُسمى بـ داء المرتفعات نظرًا لأن رئتيه تقومان بإزالة كميات كافية من ثاني أكسيد الكربون ولكنهما لا تأخذان ما يكفي من الأوكسجين. (بالنسبة للأشخاص الطبيعيين، يُعد ثاني أكسيد الكربون هو المحدد الأساسي لجهاز التنفس.)
تغيرات محددة في قدرات الرئة تحدث أيضًا خلال فترة الحمل. إذ يُلاحظ انخفاض في السعة الوظيفية المتبقية، عادة تنخفض من 1.7 إلى 1.35 لتر،[بحاجة لمصدر] بسبب ضغط الحجاب الحاجز بواسطة الرحم. كما يتسبب الضغط في تراجع السعة الكلية للرئة (TLC) بنسبة 5% وانخفاض الحجم الاحتياطي الزفيري. ويزداد مقدار الشهيق والزفير بنسبة 30-40%، من 0.45 إلى 0.65 لتر،[بحاجة لمصدر] وتهوية دقيقة بنسبة 30-40% الأمر الذي يؤدي إلى زيادة في التهوية الرئوية. وهذا ضرورى لتلبية زيادة حاجة الجسم من الأكسجين، التي تصل إلى 50 مل/دقيقة، تذهب 20 مل منها إلى الأنسجة التناسلية. وبشكل عام، فإن صافي التغير في السعة التنفسية القصوى هو صفر.

## القيم
| السعة                   | القيمة (اللترات) | القيمة (اللترات) |
| ----------------------- | ---------------- | ---------------- |
| السعة                   | لدى الرجال       | لدى النساء       |
| الحجم الاحتياطي الشهيقي | 3.3              | 1.9              |
| مقدار الشهيق والزفير    | 0.5              | 0.5              |
| الحجم الاحتياطي الزفيري | 1.0              | 0.7              |
| السعة المتبقية          | 1.2              | 1.1              |

| السعة                   | متوسط القيم (اللترات) | متوسط القيم (اللترات) | الاستنتاج |
| ----------------------- | --------------------- | --------------------- | --- |
| السعة                   | لدى الرجال            | لدى النساء            | الاستنتاج |
| السعة الأساسية          | 4.6                   | 3.1                   | الحجم الشهيقي الاحتياطي بالإضافة إلى حجم الشهيق والزفير بالإضافة إلى الحجم الاحتياطي الزفيري                 |
| السعة الشهيقية          | 3.8                   | 2.4                   | الحجم الشهيقي الاحتياطي بالإضافة إلى حجم الشهيق والزفير                                                      |
| السعة الوظيفية المتبقية | 2.2                   | 1.8                   | الحجم الاحتياطي الزفيري بالإضافة إلى RV                                                                      |
| إجمالي سعة الرئة        | 6.0                   | 4.2                   | الحجم الشهيقي الاحتياطي بالإضافة إلى حجم الشهيق والزفير بالإضافة إلى الحجم الاحتياطي الزفيري بالإضافة إلى RV |

يمكن قياس حجم الشهيق والزفير والسعة الأساسية والسعة الشهيقية والحجم الاحتياطي الزفيري مباشرة باستخدام مقياس التنفس. هذه هي العناصر الأساسية لاختبار وظائف الرئة.
ويُعتبر تحديد الحجم المتبقي أكثر صعوبة نظرًا لأنه يستحيل إخراج الهواء «كليًا». ومن ثم فإنه يتعين قياس الحجم المتبقي من خلال وسائل غير مباشرة مثل أداة القياس بالتصوير الشعاعي وأداة تخطيط التحجيم الخاصة بالجسم وتخفيف الدائرة المغلقة (بما في ذلك تقنية التخفيف بالهليوم) واجتراف النيتروجين.
وفي حالة عدم وجود مثل هذه الوسائل، تم إعداد الحجم المتبقي كنسبة من كتلة الجسم بالنسبة للأطفال الرضع (18.1مل/كجم)، أو كنسبة من السعة الأساسية (0.24 للرجال و0.28 للنساء) أو فيما يتعلق بالارتفاع والعمر ((0.0275*العمر بالسنوات+0.0189*الارتفاع بالسنتيمترات-2.6139) لترات بالنسبة للأفراد ذوي الوزن العادي و(0.0277*العمر بالسنوات+0.0138*الارتفاع بالسنتيمترات-2.3967) لترات بالنسبة للأفراد ذوي الوزن الزائد). وتم قياس أخطاء قياسية في معادلات التوقع بالنسبة لحجم المتبقي عند 579 مل للرجال و355 مل للنساء، في حين أن استخدام 0.24*FVC أعطى خطأ قياسيًا مقداره 318 مل.

## الأمراض المقيدة والمعرقلة
يمكن استخدام النتائج (لا سيما FEV1/FVC وFRC) للتمييز بين الأمراض الرئوية المقيدة والمعرقلة:
| النوع             | الأمثلة                                                                                          | الوصف                                                 | FEV1/FVC |
| الأمراض التقييدية | التليف الرئوي ومتلازمة الشدة التنفسية عند الأطفال الرضع وضعف عضلات الجهاز التنفسي واسترواح الصدر | تقل السعات                                            | في كثير من الأحيان بمعدل طبيعي (0.8 - 1.0)                                                                        |
| الأمراض المعرقلة  | داء الربو أو COPD                                                                                | السعات طبيعية بشكل أساسي ولكن تتم إعاقة معدلات التدفق | منخفضة في كثير من الأحيان (يمكن لداء الربو تقليل النسبة إلى 0.6، يمكن لانتفاخ الرئة تقليل النسبة إلى 0.78 - 0.45) |

## وصلات خارجية
- "Lung Function Fundamentals" at anaesthetist.com
- RT Corner (Educational Site for RT's and Nurses) at rtcorner.net
- Volume of Human Lungs